# Ники Николов
Ники Николов е български музикант роден на 06.11.1972 г. в гр. Нова Загора. Увлича се по китарата на 14-годишна възраст след като отива на репетиция с групата на свой приятел. Веднага след това продава всичките си плакати и един албум със снимки на рок групата Kiss, за да купи първата си китара. Опознава инструмента, докато се опитва да изсвири любимите си песни, и посещава репетициите на приятелите си музиканти. Изгражда началния си стил, вдъхновявайки се от китаристи като Джон Норъм, Tom Keifer, Jake Lee, Дейв Мъстейн, Paul Gilbert, Глен Типтън, KK Downing и Джеймс Хетфийлд.

## Участия
Една година след като за първи път хваща китара, Ники сформира първата си училищна група, с която започва да се изявява и труа опит. Няколко години по-късно той се мести в София и се запознава с някои от музикантите на разпадналата се вече банда – Electric Shock. Започват да репетират и се от това се появява групата Обратен ефект, с която издават два албума.  След това Ники напуска Обратен Ефект и започва да свири в група „Пулс“. Междувременно свири и с група „Конкурент“. По-късно участва в записа на DVD-то 20 години по-късно с бандите Ера и Ахат. След това става част от формацията на Милена Славова, където свири.
Китарата омагьосва Ники до момент, в който той не се задоволява само с правене на музика, а се захваща и с правене на китари. Отначалото поправя повредени инструменти, след което започва да ги създава сам.
1. ↑   music.pop.bg, архив на оригинала от 8 януари 2012, https://web.archive.org/web/20120108163800/http://music.pop.bg/biography101.html, посетен на 16 януари 2012